# Hôtel des Comtes de Méan
L'hôtel des Comtes de Méan est un hôtel particulier du XVe siècle situé en Belgique à Liège sur le Mont Saint-Martin.

## Historique
Au no 11 du Mont Saint-Martin, l’hôtel particulier des comtes de Méan a souvent vu son histoire se confondre avec celle de son voisin, l'hôtel de Sélys-Longchamps. Ils sont intégrés actuellement dans un hôtel de luxe.
L'hôtel doit son nom à la famille des comtes de Méan, et notamment au dernier prince-évêque de Liège François-Antoine-Marie de Méan, à qui il a appartenu de 1659 à 1877. À l'époque, il formait un seul ensemble avec l'hôtel de Sélys-Longchamps.
En 1878, il passe dans les mains de Léonie de Waha et à Jules d'Andrimont qui y établissent la société chorale « La Légia ». L'industriel Adolphe Eymael acquiert l'hôtel en 1892 pour y installer ses collections de tableaux et d’œuvres d'art, il en sera le dernier propriétaire privé. Sa petite-fille, Emma Antoine, épousera le violoniste liégeois Henri Koch et la réception de mariage aura lieu dans la salle de bal.
À la suite de la Première Guerre mondiale, le bâtiment devient le siège du Home des invalides mutilés de la guerre 1914-1918. Entretemps, en 1910, l'hôtel est racheté, en même temps que l'hôtel de Sélys-Longchamps, par Maurice de Sélys-Longchamps. Ce dernier mena avec l'architecte Edmond Jamar une vaste compagne de restauration qui dura une dizaine d'années.
Le bien resta dans la famille Sélys-Longchamps jusqu'en 1973, année où il passa dans les mains de l’assureur AXA. En 1977, la ville de Liège fait l'acquisition de l'hôtel. L'immeuble est acheté par la Compagnie générale des eaux avant de finalement de devenir propriété en 2006 de la société anonyme Royal Sélys qui en assura la transformation en complexe hôtelier 5 étoiles qui a ouvert ses portes en 2011. L'hôtel sera racheté en 2019 par le groupe hôtelier néerlandais Van der Valk.

## Architecture
Il s’agit d’un bâtiment en U, dont l’architecture est basée sur un noyau central du XVe siècle qui s'est progressivement agrandi et a été transformé à différentes époques.
Les éléments les plus remarquables qui sont conservés font partie de la façade donnant vers le sud. Cette façade en briques et calcaire porte la date de 1620, qui correspond à son agrandissement.
La façade du côté rue est aménagée avec deux corps de logis latéraux et animés de pilastres à refends, dans un style éclectique. À l’intérieur, le bâtiment a fait l’objet de nombreux travaux de 2007 à 2011 et entre autres la reconstruction d’une remarquable salle au décor néo-classique.